# 聖盧卡斯薩卡特佩克斯
聖盧卡斯薩卡特佩克斯（西班牙語：San Lucas Sacatepéquez）是危地馬拉的城鎮，由薩卡特佩克斯省負責管轄，位於該國南部，始建於十六世紀初期，面積5平方公里，海拔高度2,025米，2002年人口18,394。
14°37′N 90°39′W / 14.617°N 90.650°W